# Решетово-Дуброво
Решетово-Дуброво — село Краснинского района Липецкой области. Центр Суходольского сельсовета.

## География
Расположено на автодороге, которая соединяется шоссе Лебедянь — Становое и шоссе Сотниковские Выселки — Суходол. Стоит на степной речке — притоке реки Семенек.

## История
В документах 1778 года упоминается «село Сергиевское, Решетово-Дубрава тож». Прежнее название пошло, вероятно, от некой Сергиевской церковью. А нынешнее предположительно связано с местным ремеслом: здесь были большие леса (дубравы), росли липы, из лык которых в прежнее время делали решета. По другой версии, первая часть названия патронимическая — от фамилии Решетов.

## Население
| 2010 |
| ---- |
| 337  |